# リチャード・ロジャース (建築家)

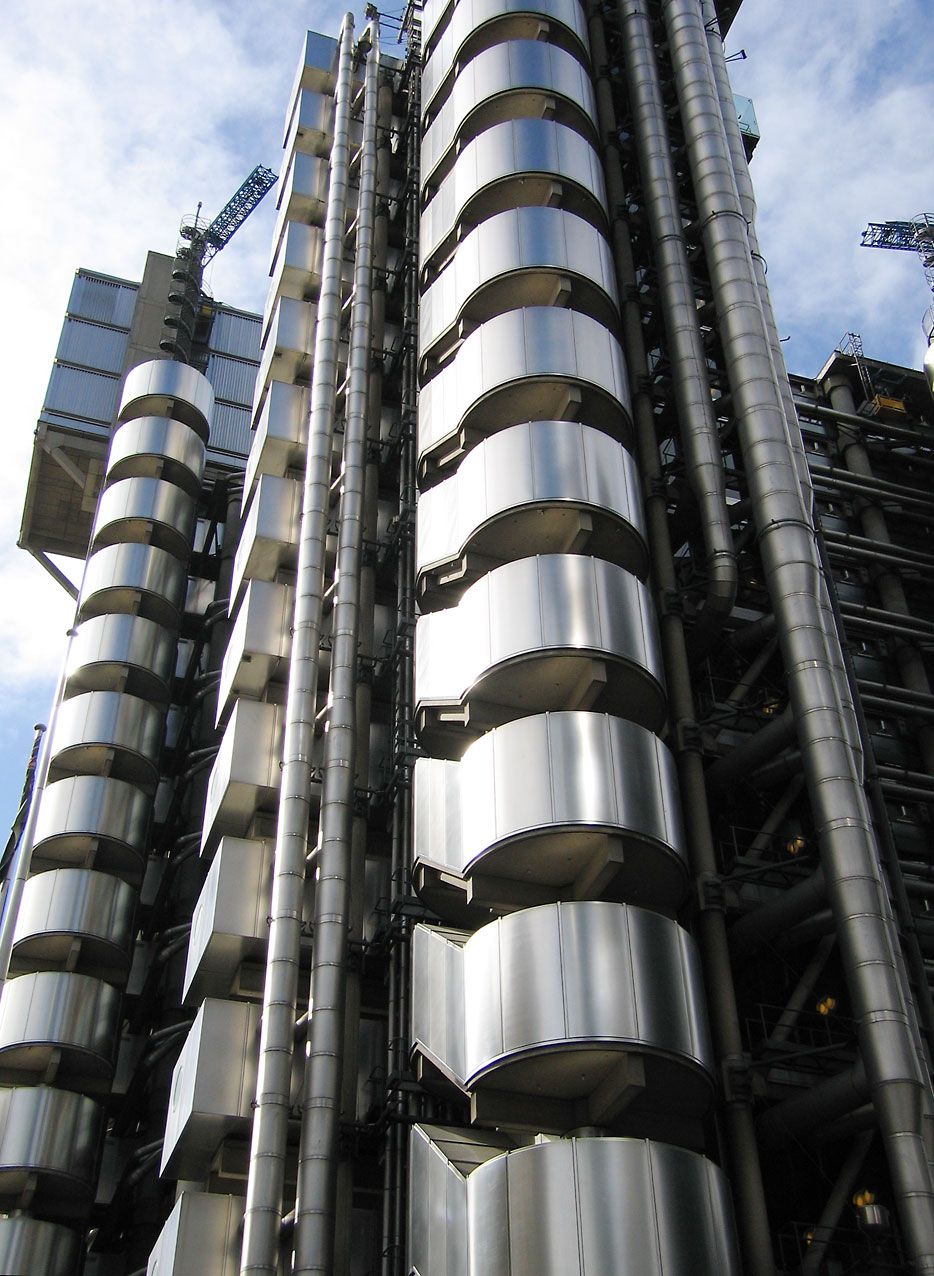
ロイズ・オブ・ロンドン

リチャード・ロジャース（Richard George Rogers, CH FRIBA FCSD FREng RA, 1933年7月23日 - 2021年12月18日）は、イギリスの建築家。リバーサイド男爵（Baron Rogers of Riverside）という一代貴族の位も持つ。彼の建築はモダニズム建築の影響を受けた機能主義的なデザイン、およびハイテク志向の建築デザインで知られている。

## 生涯
ロジャースはフィレンツェに生まれ、ロンドンの建築学校である英国建築協会付属建築専門大学（Architectural Association School of Architecture、通称AAスクール）で学び、1959年ディプロマ取得。卒業後はアメリカへ留学。イェール大学大学院を1962年に修了した。
イェール大学でロジャースは同じく学生だったノーマン・フォスターと知り合い、イギリスに帰った後でフォスターおよび自分たちの妻（スー・ロジャース、ウェンディ・チーズマン）の4人の建築家とともに「チーム4」という建築の実験集団を結成し、ハイテク志向・工業志向のデザインで評判を得た。
1967年にチーム4が解散した後、1971年、ロジャースはレンゾ・ピアノと組んでパリのアートセンター「ポンピドゥー・センター」のコンペで勝利した。ポンピドゥー・センターは、以後のロジャースを特徴づける、建物の内部空間をすっきりさせるため、水道管、冷暖房ダクト、電線管や電線ダクト、階段など建物の共用施設をすべてむき出しのまま建物外部にさらし出す様式を確立させた作品であった。ポンピドゥー・センターは現在でこそパリのランドマークの一つとされ、高く評価されているが、建設当時はまるで化学工場のような外見に賛否両論であり、口さがない評論家らは内部を外部にさらけ出した姿を「内臓主義（bowellism）」と呼んだ。以後、ロイズ・オブ・ロンドン本部ビルなど、同様の傾向の建物を多く設計している。
1985年にはRIBA（王立英国建築家協会）のRIBAゴールドメダルの授与を受けている。2007年プリツカー賞受賞。
ロジャースが数年かけて取り組んできたニューカッスル・アポン・タインの都市再生のための野心的なマスタープランが却下されて以後、労働党員として一代貴族として政治の世界で活発に動いている。1986年、ロイヤルアカデミーにてありうべきロンドン発表。都市計画では、サウス・バンク再開発計画（1994年）、グリニッジ・ペニンチュラ総合基本計画（1996年）、英国防省チェルシーバラックス再開発、上海ルー・ジア地区都市計画・浦東陸家嘴（アラップパートナーズと）などを手がけると同時に、2000年には英国政府のアーバン・ルネッサンス白書を著したほか、グレーター・ロンドン・オーソリティの建築・都市デザイン委員会の議長を務めている。イギリス都市問題特別委員会座長として、「都市のルネッサンス」という都市政策の提言をとりまとめた他イギリス政府・緊急都市問題対策本部、アーバン・タスク・フォース議長、ロンドン市長の都市計画諮問機関グレーター・ロンドン・オーソリティ(GLA)建築・アーバン・ユニット・ロンドンの都市計画に関する最高顧問、バルセロナ市都市戦略協議会顧問などを務める
現在ロンドンのほか、東京、マドリード、バルセロナ、ニューヨーク（プロジェクトオフィス）に事務所を設立している。また、2007年に事務所名をRichard Rogers Partnershipより、Rogers Stirk Harbour + Partnersへ改称。2012年には、新国立競技場のコンペ審査員（国外代表として2名）を、ノーマン・フォスターと共に務めた。
2021年12月18日、死去。88歳没

## 作品

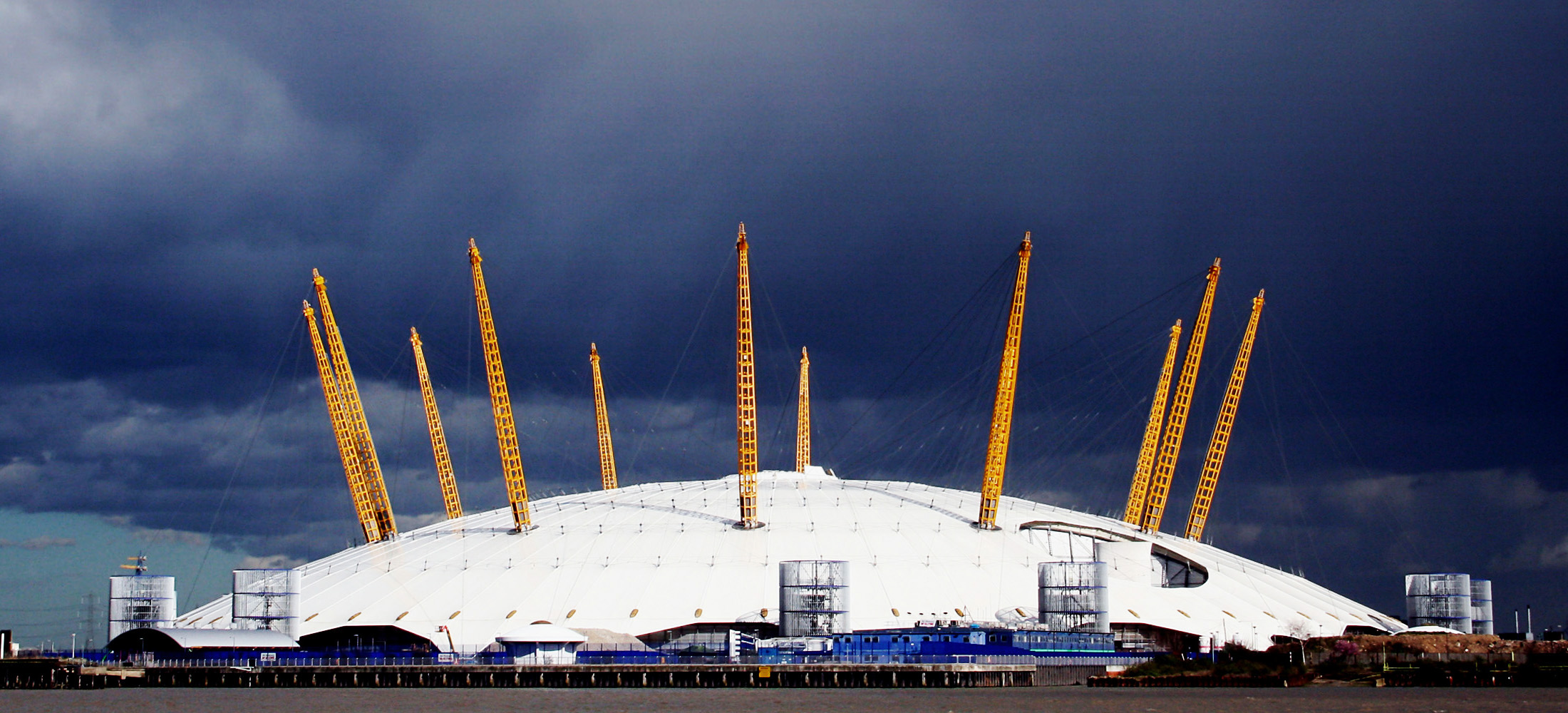
ミレニアム・ドーム

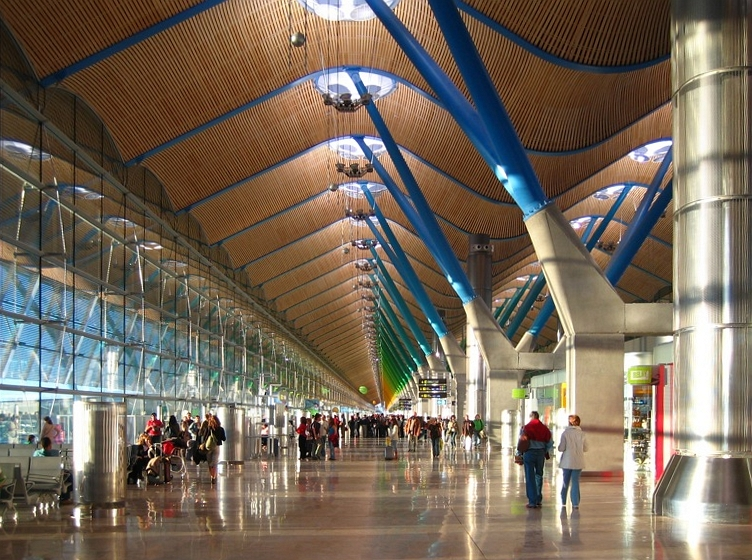
バラハス空港・第4ターミナル

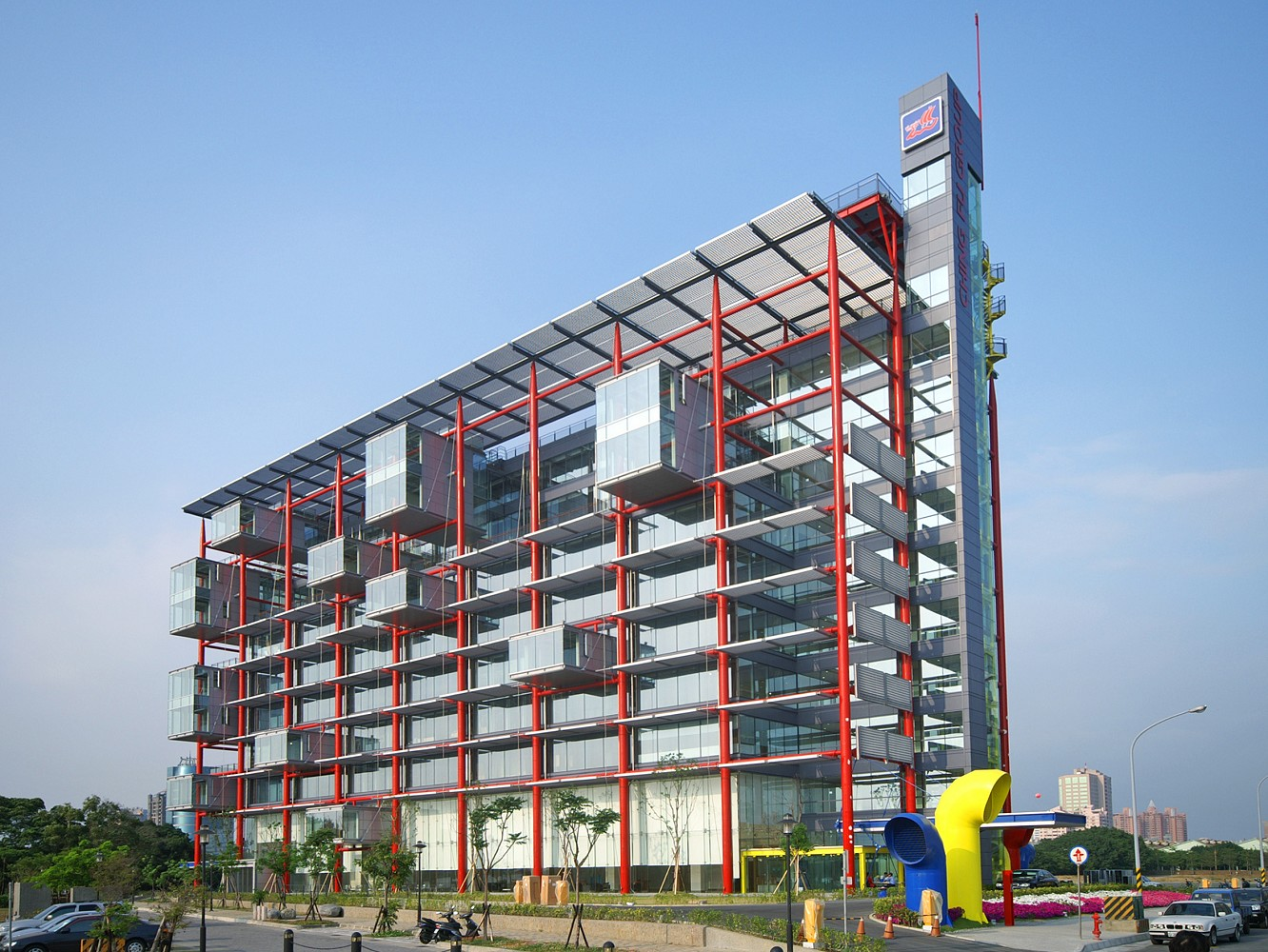
慶富集團營運總部大樓（企業總部）

- ロジャース・ハウス（1969年、ロンドン）
- ポンピドゥー・センター（1972年-1978年、レンゾ・ピアノと共同）
- ロイズ・ビルディング（英語版）（1979年-1984年）
- 欧州人権裁判所、ストラスブール（1984年）
- PAテクノロジー・プリンストン社屋と研究所、アメリカ、ニュージャージー（1986年）
- タイダル・ベイズン・ポンプ・ステーション、ロンドン（1988年）
- 林原第5ビル、東京（1993年）[2]
- チャンネル4、ロンドン（1994年）
- テクノプラザ、岐阜（1998年）[3]
- ダイムラーシティ・オフィス棟、ベルリン（1999年）
- ミレニアム・ドーム、ロンドン（1999年）[4]
- 大和ヨーロッパ・ビル、ロンドン（1999年）
- 天野エンザイム岐阜研究所、岐阜（1999年、黒川紀章と共同）[5]
- モンテヴェトロ・ハウジング、ロンドン（2000年）
- 日本テレビ放送網汐留社屋、基本構想（2003年）
- 南山城小学校、京都（2003年 リチャード・ロジャースパートナーシップジャパン,京都府南山城村)
- バラハス空港・第4ターミナル、マドリード（2005年）
- 政策研究大学院大学、東京（2005年、山下設計と共同）
- アントワープ裁判所（2005年）
- ウェールズ議会堂、カーディフ（2006年）
- エスペリア・タワー、マドリード（2007年）
- 慶富集團營運總部大樓、高雄市（2007年）
- グリーンウィッチ通り175番街（世界貿易センタービル・タワー3）
- 新風館（SHIN-PUH-KAN エヌ・ティ・ティ ファシリティーズと）
- ツォーフェンスター・ビルディング
- ロンドン・ヒースロー空港ターミナル5
- トランスベイ・ターミナル
- タービン・タワー
- ボルドー市裁判所複合施設
- VR化学技術研究所（VRテクノセンター）
- ロイズ・レジスター・オブ・シッピング
- チャリング・クロス病院内がん患者のためのケアハウス
- テムズ・ヴァレー大学図書館

## 参考
- 都市/この小さな国の（リチャード・ロジャース＋アン・パワー／太田浩史,樫原徹,桑田仁,南泰裕/訳 鹿島出版会. ISBN 978-4306044432、4306044432 )
- 都市/この小さな惑星の(リチャード・ロジャース+フィリップ・グムチジャン,野城智也,手塚貴晴,和田淳./訳 鹿島出版会)
- Rogers Stirk Harbour + Partners
- "Towards an UrbanRenaissance" "都市の再生へ向けて"
- リチャード・ロジャース展-architecturephoto.net
- Praemium Imperialeリチャード・ロジャース
- 模型で世界の建築をウォッチング：リチャード・ロジャース展
- 『Cities for a Small Country』とリチャード・ロジャース:UTFのアーバン・ストラテジー (特集 コンパクトシティ・スタディ)
- Richard Rogers Complete Works Vol.1-3 リチャード・ロジャース作品集
- GA DOCUMENT EXTRA 2 RICHARD ROGERS　(リチャード・ロジャース　/　二川幸夫/編 ADAエディタトーキョー ：1995年)
- 新建築 /2003年 8月号